# Корофи
Корофи (фр. Korofi) — деревня в Чаде, расположенная на территории региона Канем.

## География
Деревня находится в западной части Чада, к северо-востоку от города Мао, на высоте 338 метров над уровнем моря. Корофи расположена на расстоянии приблизительно 243 километров к северо-северо-востоку от столицы страны Нджамены. Ближайшие населённые пункты: Корофу, Фире, Мапаль, Гони-Гони, Бодианга, Гельтра, Делефианга.
Климат деревни характеризуется как аридный жаркий (BWh в классификации климатов Кёппена).

## Транспорт
Ближайший аэропорт расположен в городе Мао.